# Mathurin Le Hors
Mathurin Le Hors est un botaniste né à Guilligomarc'h (Finistère) le 31 mai 1886 et mort à Saint-Pierre (Saint-Pierre-et-Miquelon) le 23 septembre 1952.
Ce modeste ingénieur électricien qui à ses heures était un botaniste passionné n'a pas atteint la notoriété par des publications scientifiques. Il a néanmoins laissé son nom dans le Gray's Manual à une variété d'Habenaria orbiculata créée par Fernald. Il a su par ses patientes recherches floristiques pendant près de 40 ans travailler au recensement des espèces végétales du Groupe en y ajoutant par d'heureuses trouvailles de nombreuses entités d'un rare intérêt.

## Biographie
En 1908, il arrive à Saint-Pierre, et l'année suivante il y ouvre un établissement secondaire, le collège Saint-Christophe. À ses heures de loisir, le jeune professeur s'initie à la connaissance de la flore de son pays d'adoption. Le Hors resta dix ans directeur du collège, jusqu'à la fin de la première guerre mondiale.
Il entre ensuite comme ingénieur électricien au « Câble français ». Cet office dut fermer ses portes en 1929 lorsqu'un tremblement sous-marin sectionna des câbles sur une longue distance. Il n'y était demeuré qu'un an. Ce fut la Western Union qui occupa sa carrière jusqu'à sa retraite. Il y fit preuve de haute compétence et d'une grande conscience professionnelle. En 1931, Le Hors publiait une étude intéressante sur « la flore utilisable de Saint-Pierre et Miquelon », dans laquelle il donnait d'excellents détails sur la culture des légumes et des plantes ornementales dans la colonie. Ces travaux valurent à leur auteur d'être nommé chevalier du Mérite Agricole. En 1947, parut une étude [réf. nécessaire] qui consignait les nouveautés de Mathurin Le Hors. Elle ajoutait 150 espèces à la liste déjà connue.
Le Hors fut avant tout un botaniste de plein air, l'herbier qu’il avait constitué au cours de ses randonnées contenait souvent de réelles richesses documentaires. En 1948, Mathurin Le Hors fut nommé directeur de la station de la Western Union à Saint-Pierre. Cette fonction couronnait de longues années d'un service loyal ininterrompu dans la compagnie. Il fut mis à la retraite l’année suivante. Le Hors fit un dernier voyage en France au début de 1951. Le 23 septembre 1952, Mathurin Le Hors succombait à une inflammation du pancréas.

## Distinctions
- Chevalier de l'ordre du Mérite agricole